# Manduang
Manduang is een bestuurslaag in het regentschap Klungkung van de provincie Bali, Indonesië. Manduang telt 1832 inwoners (volkstelling 2010).